# Joseph Estrada
Joseph Estrada, nato Jose Marcelo Ejercito (Manila, 19 aprile 1937), è un politico e attore filippino, presidente delle Filippine dal 1998 al 2001.

## Biografia
Nato a Tondo, una delle aree più povere di Manila, dal padre Emilio Ejército, impiegato statale, e dalla madre María Marcelo, casalinga si iscrisse all'Ateneo de Manila da cui fu però espulso durante il secondo anno per motivi non noti. Trovatosi così in una situazione di emarginazione entrò a far parte di una piccola banda di criminali di strada, spingendo addirittura i genitori a proibirgli l'uso del cognome di famiglia; per questo motivo adottò il cognome Estrada (in spagnolo strada).
Prima di entrare in politica, Estrada guadagnò popolarità come attore cinematografico, recitando come protagonista in più di un centinaio di pellicole e producendone una settantina, in una carriera che durò circa trent'anni. Sulla base della sua fama iniziò quindi la propria carriera politica, dapprima come sindaco della città di San Juan per 17 anni, poi come Senatore per un mandato e successivamente come vicepresidente di Fidel V. Ramos.
Nelle elezioni presidenziali del 1998, Estrada riuscì a prevalere su tutti gli altri candidati con un ampio margine di voti e prestò ufficialmente giuramento il 30 giugno del medesimo anno. Nel 2000 dichiarò guerra totale contro il Fronte di Liberazione Islamico Moro (MILF), e dopo diversi mesi l'esercito filippino riuscì a catturarne il quartier generale e altre basi. Tuttavia, nel corso degli anni la popolarità di Estrada era fortemente diminuita a causa delle accuse di corruzione e dell'incapacità di risolvere il problema della povertà. L'amministrazione di Estrada affrontò così diverse controversie e in seguito venne avviata un'imputazione nel Senato filippino. Il 20 gennaio 2001 Estrada fu costretto a rassegnare il suo incarico per via della rivoluzione EDSA II, una serie di massicce proteste di piazza che ne chiesero le dimissioni. Divenne così il secondo dei due unici presidenti filippini a rassegnare le dimissioni dalla massima carica dello Stato insieme a Ferdinand Marcos.
Nel 2007 Estrada fu condannato a reclusione perpetua da una divisione speciale del Sandiganbayan per aver rubato 80 milioni di dollari dal governo filippino. Nonostante la condanna di ergastolo, nel medesimo anno gli fu concesso l'indulto dal Presidente Gloria Macapagal-Arroyo. Estrada si candidò nuovamente alle elezioni presidenziali del 2010, classificandosi secondo dietro al senatore Benigno Aquino III. Tra il 2013 e il 2019 ha ricoperto la carica di sindaco di Manila, la capitale del paese.